# Małgorzata Bednarska-Bzdęga
Małgorzata Bednarska-Bzdęga (ur. 4 października 1972 w Łodzi) – polska szachistka, mistrzyni FIDE od 1992, z zawodu matematyczka.

## Życiorys

### Kariera szachowa
Jest czterokrotną medalistką mistrzostw Polski juniorek: w latach 1988 (w Wągrowcu) oraz 1989 (w Jędrzejowie) zdobyła brązowe medale w kategorii do 19 lat, 1990 r. w Koninie została mistrzynią kraju do 20 lat, natomiast w 1991 r. w Cetniewie w tej samej kategorii wiekowej zdobyła medal brązowy. W 1992 r. zadebiutowała w Świeradowie-Zdroju w finale mistrzostw Polski seniorek, osiągając życiowy sukces w postaci zdobycia srebrnego medalu. W finałowych turniejach wystąpiła jeszcze dwukrotnie, zajmując VII miejsce (1993) oraz VI miejsce (1994). W 1992 r. reprezentowała Polskę na szachowej olimpiadzie w Manili, uzyskując na III szachownicy 5 pkt w 10 partiach. Rok później wystąpiła w turnieju strefowym (eliminacji do mistrzostw świata) w Timișoarze.
Najwyższy ranking w karierze osiągnęła 1 stycznia 2000 r., z wynikiem 2236 punktów zajmowała wówczas 12. miejsce wśród polskich szachistek.

### Kariera zawodowa
Posiada stopień naukowy doktora nauk matematycznych w zakresie matematyki, specjalność: matematyka. Pracę doktorską obroniła w 2000 r. na Uniwersytecie im. Adama Mickiewicza w Poznaniu (temat pracy: "Kombinatoryczne gry na grafach").